# 李奖 (武邑郡公)
李奖（？—529年），北魏官员，字遵穆，頓丘郡衛国人，李平的長子。
父亲去世后，袭嗣父爵武邑郡公。李奖容貌魁偉，以才能大度知名。自太尉参軍转任通直郎、中書侍郎，加号直閤将軍。后任吏部郎中、征虜将軍。以吏部郎中兼任安東将軍、光禄大夫。又以本官兼尚书，出为撫軍将軍、相州刺史。元叉在北魏朝廷专权，李奖为其亲待，历任高位。灵太后奪回政权，把李奖剥奪官爵。魏孝庄帝初年，李奖为散騎常侍、镇東将軍、河南尹。529年（永安二年），北海王元颢在南梁将领陈庆之护送下入洛阳，以李奖兼尚書右僕射，命他慰劳徐州軍民，当地不服元顥之命，将李奖殺害，首級送至洛陽。魏孝武帝时，宋遊道上書请求恢复李奖名誉，于是追赠衛将軍、冀州刺史。

## 子
- 李構，字祖基，嗣爵，官至開府参軍、太子中舍人、譙州刺史
- 李訓，官至太尉墨曹参軍